# Llista de cantons dels Pirineus Orientals

La Catalunya del Nord ha tingut al llarg de la història dels darrers 200 anys distribucions diferents. Les dues darreres són les dues que s'exposen a continuació.

## Abans del 2015
Llista dels 31 cantons del departament dels Pirineus Orientals abans de 2015, agrupats per districte:
- Districte de Ceret

- Argelers
- Arles
- Ceret
- Costa Vermella
- Prats de Molló i la Presta

- Districte de Prada

- Montlluís
- Oleta
- Prada
- Sallagosa
- Sornià
- Vinçà

- Districte de Perpinyà

- Canet de Rosselló
- la Costa Radiant
- Elna
- Millars
- Perpinyà 1r Cantó
- Perpinyà 2n Cantó
- Perpinyà 3r Cantó
- Perpinyà 4t Cantó
- Perpinyà 5è Cantó
- Perpinyà 6è Cantó
- Perpinyà 7è Cantó
- Perpinyà 8è Cantó
- Perpinyà 9è Cantó
- Ribesaltes
- Sant Esteve del Monestir
- Sant Llorenç de la Salanca
- Sant Pau de Fenollet
- Tuïr
- Toluges
- la Tor de França

## Després de la reforma aplicada el 2015
Llista dels 17 cantons resultat de la reforma del 2014, aplicada a les eleccions locals del 2015. Cal que en alguns casos, aquests cantons no s'ajusten exactament als districtes, com sí que s'hi ajustava la distribució anterior al 2014.
- 1. Els Aspres (Tuïr)
- 2. El Canigó (Els Banys d'Arles)

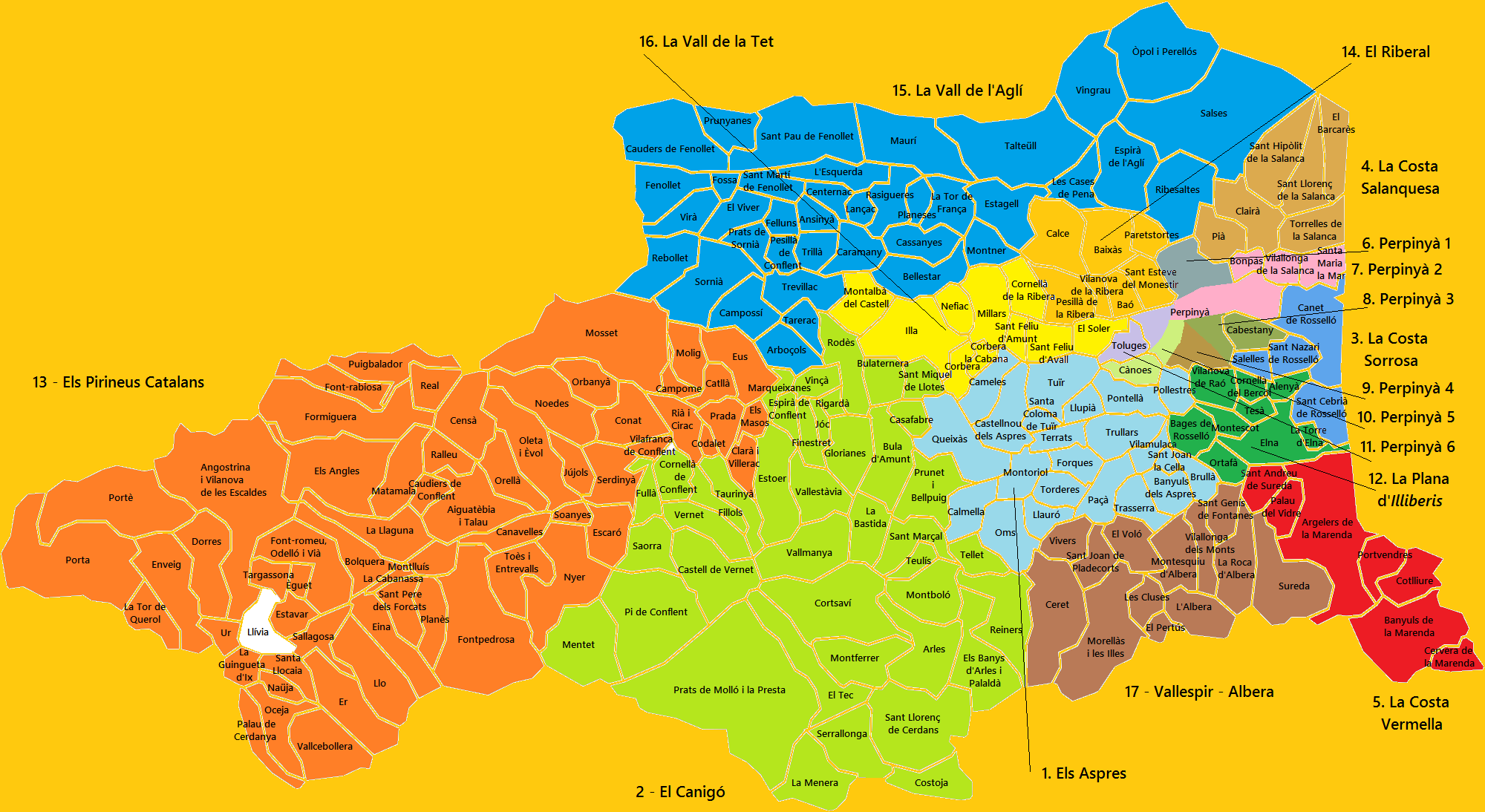
Mapa dels cantons de la Catalunya del Nord

- 3. La Costa Sorrosa (Canet de Rosselló)
- 4. La Costa Salanquesa (Sant Llorenç de la Salanca)
- 5. La Costa vermella (Argelers de la Marenda)
- 6. Perpinyà 1
- 7. Perpinyà 2. Inclou Bonpàs, Santa Maria la Mar i Vilallonga de la Salanca
- 8. Perpinyà 3. Inclou Cabestany
- 9. Perpinyà 4
- 10. Perpinyà 5. Inclou Cànoes
- 11. Perpinyà 6. Inclou Toluges
- 12. La Plana d'Illiberis (Elna)
- 13. Els Pirineus catalans (Prada)
- 14. El Riberal (Sant Esteve del Monestir)
- 15. La Vall de l'Aglí (Ribesaltes)
- 16. La Vall de la Tet (El Soler)
- 17. Vallespir - Alberes (Ceret)